# Niedźwiedź (województwo mazowieckie)
Niedźwiedź – wieś sołecka w Polsce położona w województwie mazowieckim, w powiecie ostrołęckim, w gminie Myszyniec.
Wierni kościoła rzymskokatolickiego należą do parafii Trójcy Przenajświętszej w Myszyńcu lub do parafii Matki Bożej Królowej Korony Polskiej w Krysiakach.

## Historia
W latach 1921–1939 wieś leżała w województwie białostockim, w powiecie ostrołęckim, w gminie Myszyniec..
Według Powszechnego Spisu Ludności z 1921 roku wieś zamieszkiwało 299 osoby w 51 budynkach mieszkalnych. Miejscowość należała do parafii rzymskokatolickiej w  Myszyńcu. Podlegała pod Sąd Grodzki w Myszyńcu i Okręgowy w Łomży; właściwy urząd pocztowy mieścił się w Myszyńcu.
W wyniku agresji niemieckiej we wrześniu 1939 wieś znalazła się pod okupacją niemiecką. Od 1939 do wyzwolenia w 1945 włączona w skład Landkreis Scharfenwiese, rejencji ciechanowskiej Prus Wschodnich III Rzeszy.
W latach 1954–1959 wieś należała i była siedzibą władz gromady Niedźwiedź, po jej zniesieniu w gromadzie Wykrot. W latach 1975–1998 miejscowość administracyjnie należała do województwa ostrołęckiego.